# Charco de los Clicos
Il Charco de los Clicos o Charco Verde è un'attrativa turistica naturale dell'isola spagnola di Lanzarote.
Si tratta di un piccolo lago d'acqua salata dal colore verde smeraldo situato in una spiaggia di ciottoli neri a poche centinaia di metri dal villaggio de El Golfo nel municipio di Yaiza. Il lago è spesso presentato come uno dei simboli di Lanzarote per il suo essere simbiotico nei confronti delle due forze naturali che hanno generato e scolpito l'isola nel corso dei millenni: il vulcano e l'acqua marina. La laguna è stata generata da un antico cratere vulcanico sprofondato sotto il suo peso, nella cui cavità è confluita acqua marina. In seguito gli organismi vegetali marini e le alghe hanno potuto prosperare nel piccolo lago grazie alla presenza dei sali minerali di origine vulcanica e gli hanno dato il suo caratteristico colore.
A causa della delicatezza del luogo e dell'instabile equilibrio non è permesso fare il bagno e neppure toccare l'acqua.
Il lago è apparso anche nel film del 1966 intitolato Un milione di anni fa.